# Fondazione Nobel
La Fondazione Nobel (in lingua svedese Nobelstiftelsen)
è un'istituzione privata creata nel 1900 sulla base delle ultime volontà di Alfred Nobel. Amministra il patrimonio lasciato da Nobel per consentire, con il reddito degli investimenti, di poter assegnare il rispettivo premio in denaro a chi si è distinto nelle discipline di fisica, chimica, fisiologia o medicina, letteratura e a chi si è adoperato per la pace nel mondo, curando anche l'organizzazione di convegni su importanti svolte nelle scienze e in materie di significato culturale o sociale.

## Storia

### Alfred Nobel
Alfred Bernhard Nobel, nato il 21 ottobre 1833 a Stoccolma e deceduto a Sanremo il 10 dicembre 1896, è stato un chimico, ingegnere e un innovatore in materia di produzione di armamenti ed è particolarmente noto per aver reso facilmente utilizzabile la nitroglicerina, inventata da Ascanio Sobrero, rendendola stabile con l'uso di farine fossili e denominata dinamite. Egli fu proprietario della Bofors, uno dei maggiori produttori di armamenti, che egli trasformò in tale campo dalla sua originale attività siderurgica.
Nobel fu titolare di ben 355 differenti brevetti, fra i quali il più noto è la dinamite. Egli, nel corso della sua vita di inventore e imprenditore accumulò una fortuna personale, in gran parte grazie alle sue numerose invenzioni.
Nobel lasciò, con la sorpresa di molti, come sua ultima volontà, che il suo denaro fosse utilizzato per premiare ogni anno coloro che si siano distinti nei campi della fisica, della chimica, della fisiologia, della medicina e della letteratura. Benché egli abbia redatto più volte nella sua vita un testamento, l'ultimo, scritto poco prima di un anno dalla sua morte, fu sottoscritto a Parigi il 27 novembre 1895 presso il Club Norvegese-Svedese. Nobel lasciò in eredità il 94% del suo patrimonio, 31 milioni di Corone svedesi, per istituire e finanziare cinque Premi Nobel. (Al  2008 ciò equivaleva a 186 milioni di  dollari USA.)

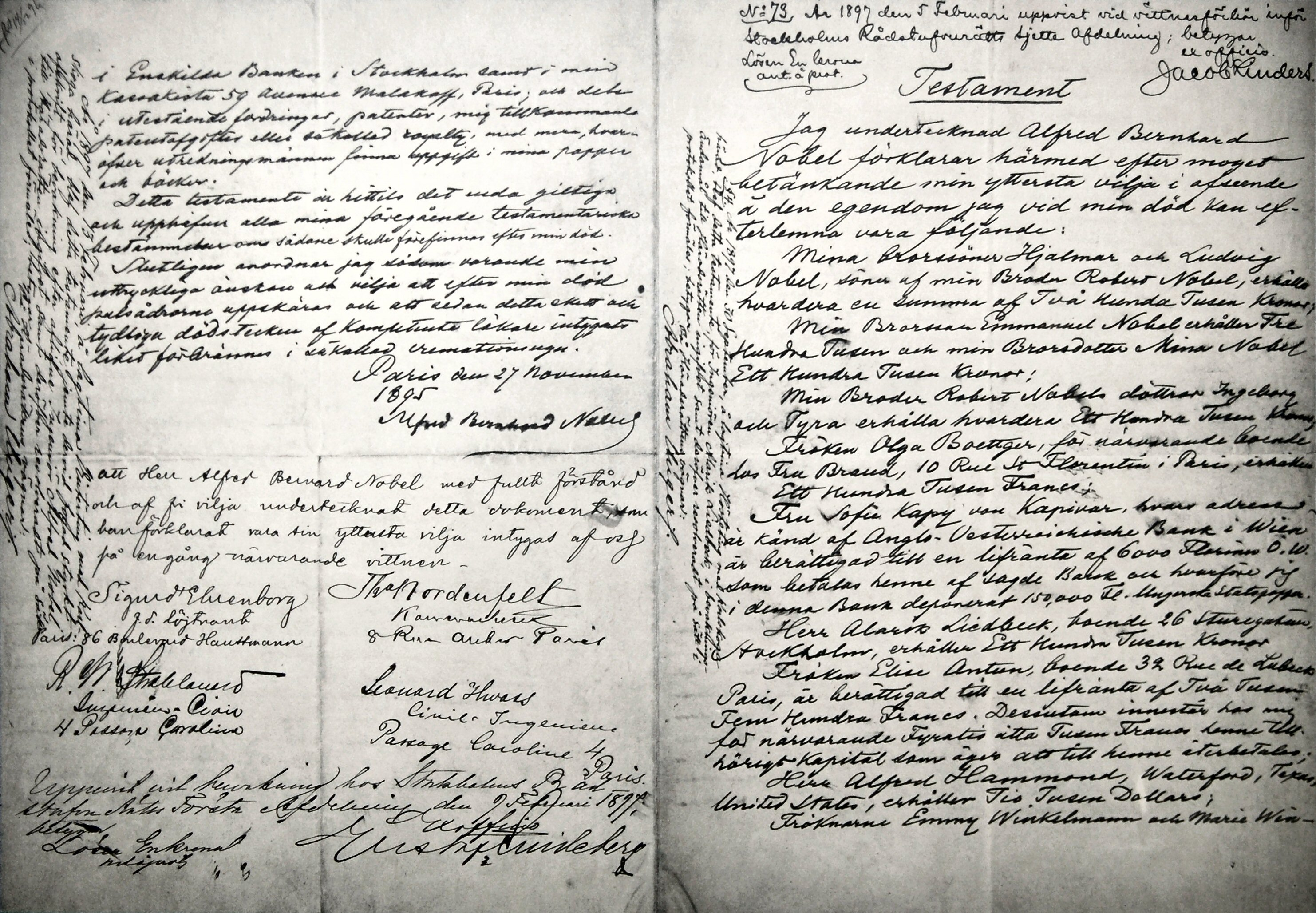
Le ultime volontà di Alfred Nobel del 25 novembre 1895

La totalità del mio residuo patrimonio realizzabile dovrà essere utilizzata nel modo seguente: il capitale, dai miei esecutori testamentari impiegato in sicuri investimenti, dovrà costituire un fondo i cui interessi si distribuiranno annualmente in forma di premio a coloro che, durante l'anno precedente, più abbiano contribuito al benessere dell'umanità. Detto interesse verrà suddiviso in cinque parti uguali da distribuirsi nel modo seguente: una parte alla persona che abbia fatto la scoperta o l'invenzione più importante nel campo della fisica; una a chi abbia fatto la scoperta più importante o apportato il più grosso incremento nell'ambito della chimica; una parte alla persona che abbia fatto la maggior scoperta nel campo della fisiologia o della medicina; una parte ancora a chi, nell'ambito della letteratura, abbia prodotto il lavoro di tendenza idealistica più notevole; una parte infine alla persona che più si sia prodigata o abbia realizzato il miglior lavoro ai fini della fraternità tra le nazioni, per l'abolizione o la riduzione di eserciti permanenti e per la formazione e l'incremento di congressi per la pace. I premi per la fisica e per la chimica saranno assegnati dalla Accademia Reale Svedese delle Scienze; quello per la fisiologia o medicina dal Karolinska Institutet di Stoccolma; quello per la letteratura dall'Accademia di Stoccolma, e quello per i campioni della pace da una commissione di cinque persone eletta dal Parlamento norvegese. È mio espresso desiderio che all'atto della assegnazione dei premi non si tenga nessun conto della nazionalità dei candidati, che a essere premiato sia il migliore, sia questi scandinavo o meno.

Come esecutore testamentario nomino Ragnar Sohlman, residente a Bofors, Värmland, e Rudolf Liljequist residente al 31 di Malmskillnadsgatan, Stoccolma, e a Bengtsfors vicino a Uddevalla. [...]

Questo Ultimo Volere e Testamento è l'unico valido, e cancella ogni altra mia precedente istruzione o Ultimo Volere, se ne venissero trovati dopo la mia morte.

Infine, è mio esplicito volere che, dopo la mia morte, mi vengano aperte le vene, e una volta che ciò sia stato fatto e che un Medico competente abbia chiaramente riscontrato la mia morte, che le mie spoglie vengano cremate in un cosiddetto crematorio.»
(Parigi, 27 novembre 1895 Alfred Bernhard Nobel )
 Sebbene Nobel avesse istituito i premi, il suo progetto era carente e, a causa di numerosi altri ostacoli, ci vollero cinque anni prima che la Fondazione Nobel potesse essere costituita e i primi premi poterono essere consegnati solo il 10 dicembre 1901 a, tra gli altri, Wilhelm Conrad Röntgen. Al 31 dicembre 2015 il patrimonio controllato dalla Fondazione ammontava a 4.065 miliardi di corone svedesi (appross. 443 milioni di dollari USA al 12 dicembre 2016).

### La Fondazione
La Fondazione si basa sulle ultime volontà di Alfred Nobel. 
A quel tempo le volontà di Nobel condussero a molto scetticismo e a molte critiche e quindi fu solo il 26 aprile 1897 che le sue ultime volontà furono approvate dal Parlamento norvegese. Subito dopo vennero incaricati i membri del Comitato per il Nobel norvegese, che doveva assegnare i Premi Nobel per la pace.
Poco dopo seguirono le altre organizzazioni incaricate di scegliere i premiati: 
l'Istituto Karolinska il 7 giugno, l'Accademia svedese il 9 giugno e l'Accademia reale svedese delle scienze l'11 giugno. La successiva mossa della Fondazione fu quella di concordare delle linee-guida per scegliere i premiandi. Nel 1900, il nuovo statuto della Fondazione fu promulgato dal re di Svezia Oscar II.

Dopo lo scioglimento dell'Unione fra Svezia e Norvegia, avvenuto nel 1905, la responsabilità di assegnare i Premi Nobel diventava suddivisa fra i due Paesi: la Norvegia avrebbe assegnato i Premi Nobel per la pace, mentre la Svezia avrebbe provveduto all'assegnazione degli altri premi.
 In conformità alla volontà di Nobel, il compito primario della Fondazione che porta il suo nome è quello di gestire il patrimonio lasciato da Nobel in un fondo finanziario.
Un altro importante compito della Fondazione è quello di rappresentare il Premio Nobel presso il mondo esterno e farsi carico di attività e problemi informali connessi all'assegnazione dei premi. Tuttavia la Fondazione non è assolutamente coinvolta nel processo di selezione e scelta dei premiandi. In un certo senso la Fondazione Nobel è simile a una società d'investimenti in quanto essa investe il denaro in vari modi in modo da creare una solida base per finanziare i premi e le attività amministrative. La Fondazione Nobel è esente da imposte in Svezia (dal 1946) e dalle tasse sugli investimenti negli Stati Uniti (Dal 1953). Fin dagli anni 1980 gli investimenti della Fondazione resero più denaro di prima. All'inizio di quel periodo il premio era di un milione di corone svedesi ma nel 2008 esso è salito a 10 milioni.
Secondo lo Statuto della Fondazione, essa deve avere un Consiglio residente a Stoccolma e deve essere costituito da cinque membri. Dal 1995, essi sono nominati dai fiduciari delle istituzioni che assegnano i premi..
A parte il consiglio, la Fondazione Nobel è costituita dalle istituzioni che assegnano i premi (l'Accademia reale svedese delle scienze, l'Assemblea Nobel presso l'Istituto Karolinska, l'Accademia svedese e il Comitato per il Nobel norvegese), i fiduciari delle istituzioni che assegnano i premi e i revisori dei conti.

## Convegni Nobel
Nel 1965 la Fondazione diede inizio al programma Convegni Nobel, che organizza convegni "dedicati alle aree scientifiche nelle quali emergono svolte significative o fatti relativi ad altri temi di primaria importanza culturale o sociale."  I simposi si sono occupati di argomenti quali le prostaglandine, cinetica chimica, diabete mellito, teoria delle stringhe e di guerra fredda negli anni 1980.
Il Comitato dei convegni Nobel è costituito da membri del Comitato Nobel nella chimica, letteratura, pace, fisica e fisiologia o medicina; del Comitato del Premio per l'economia; della Fondazione per il tricentenario della Banca di Svezia e della Fondazione Wallenberg.